# Parti des paysans, artisans et indépendants
Le Parti des paysans, artisans et indépendants (PAI) est un ancien parti politique suisse, instauré en tant que parti national en 1936. Il existait néanmoins auparavant au niveau de certains cantons, et a été représenté au Conseil fédéral en 1929, soit 7 ans avant la fondation du parti national.
Il est l'ancêtre de l'Union démocratique du centre, fondée en 1971.

## Présidents du parti[1]
- 1937–1945: Rudolf Reichling
- 1946–1952: Rudolf Weber
- 1953–1956: Karl Renold
- 1957–1965: Walter Siegenthaler
- 1965–1971: Hans Conzett